# Bolotbek Xamxiev
Bolotbek Xamxiev (kirguís: Болот Төлөн уулу Шамшиев)  (Bixkek, 12 de gener de 1941 - Bixkek, 21 de desembre de 2019) va ser un director de cinema i guionista kirguís. Va dirigir onze pel·lícules entre 1965 i 1988. La seva pel·lícula Ак кеме (traduïble com 'El vaixell blanc') de 1976 va participar en el 26è Festival Internacional de Cinema de Berlín.